# Nowiny-Zdroje
Nowiny-Zdroje – wieś w Polsce położona w województwie podlaskim, w powiecie monieckim, w gminie Knyszyn.
W latach 1975–1998 miejscowość administracyjnie należała do województwa białostockiego.
Przez wieś przepływa jedna z odnóg rzeki Jaskranki.
Wierni kościoła rzymskokatolickiego należą do parafii św. Jana Apostoła i Ewangelisty w Knyszynie.